# Asagiri (tàu khu trục Nhật) (1929)
Asagiri (tiếng Nhật: 朝霧) là một tàu khu trục hạng nhất của Hải quân Đế quốc Nhật Bản, thuộc lớp Fubuki bao gồm hai mươi bốn chiếc, được chế tạo sau khi Chiến tranh Thế giới thứ nhất kết thúc. Khi được đưa vào hoạt động, những con tàu này là những tàu khu trục mạnh mẽ nhất thế giới. Chúng phục vụ như những tàu khu trục hàng đầu trong những năm 1930, và tiếp tục là những vũ khí lợi hại trong cuộc Chiến tranh Thái Bình Dương. Asagiri từng tham gia nhiều hoạt động trong những năm đầu tiên của chiến tranh, và đã bị máy bay của lực lượng Thủy quân Lục chiến Mỹ xuất phát từ Guadalcanal đánh chìm gần đảo Savo vào ngày 28 tháng 8 năm 1942 trong Chiến tranh Thế giới thứ hai.

## Thiết kế và chế tạo
Việc chế tạo lớp tàu khu trục Fubuki tiên tiến được chấp thuận vào năm tài chính 1923 như một phần của chương trình có tham vọng cung cấp cho Hải quân Đế quốc Nhật Bản một ưu thế về chất lượng so với những tàu chiến hiện đại nhất của thế giới. Khả năng thể hiện của lớp Fubuki là một bước nhảy vọt so với các thiết kế tàu khu trục trước đó, nên chúng được gọi là các "tàu khu trục đặc biệt" (tiếng Nhật: 特型 - Tokugata). Kích thước lớn, động cơ mạnh mẽ, tốc độ cao, bán kính hoạt động lớn và vũ khí trang bị mạnh chưa từng có khiến cho các tàu khu trục này có được hỏa lực tương đương nhiều tàu tuần dương hạng nhẹ của hải quân các nước khác. Asagiri, được chế tạo tại xưởng hải quân Sasebo, là chiếc thứ ba của một loạt tàu được cải tiến, bao gồm kiểu tháp pháo có thể nâng các khẩu pháo chính 127 mm (5 inch)/50 caliber Kiểu 3 lên một góc 75° so với nguyên thủy 40°, cho phép sử dụng chúng như pháo lưỡng dụng có thể chống lại máy bay.
Asagiri được đặt lườn vào ngày 12 tháng 12 năm 1928. Nó được hạ thủy vào ngày 18 tháng 11 năm 1929 và đưa ra hoạt động vào ngày 30 tháng 6 năm 1930. Nguyên được dự định mang số hiệu đơn giản là "Tàu khu trục số 47", nó được hoàn tất dưới tên gọi Asagiri, theo tên một tàu khu trục tiền nhiệm thuộc lớp Harusame.

## Lịch sử hoạt động
Sau sự kiện Thượng Hải năm 1932, Asagiri được giao nhiệm vụ tuần tra trên sông Dương Tử. Vào năm 1935, sự cố đối với Hạm đội 4 Hải quân Đế quốc Nhật Bản, khi một số lớn tàu chiến bị hư hại bởi một cơn bão, đã khiến nó cùng với các tàu chị em phải nhanh chóng được cho quay trở lại ụ tàu để gia cường thêm lườn tàu và tăng thêm trọng lượng rẽ nước. Từ năm 1937, Asagiri hỗ trợ cho các cuộc đổ bộ lực lượng Nhật Bản lên Thượng Hải và Hàng Châu. Từ năm 1940, nó được phân công tuần tra dọc theo bờ biển và hỗ trợ cho việc đổ bộ lên miền Nam Trung Quốc, và sau đó là việc chiếm đóng Đông Dương thuộc Pháp.
Vào lúc xảy ra cuộc tấn công Trân Châu Cảng, Asagiri được phân về Hải đội Khu trục 20 thuộc Đội khu trục 3 của Hạm đội 1 Hải quân Đế quốc Nhật Bản, và được bố trí từ Quân khu Hải quân Kure đến cảng Samah trên đảo Hải Nam để hỗ trợ cho các chiến dịch đổ bộ lực lượng Nhật Bản lên Malaya. Ngày 27 tháng 1 năm 1942, Asagiri và đoàn tàu vận tải của nó bị HMS Thanet và HMAS Vampire tấn công ở cách 148 km (80 hải lý) về phía Bắc Singapore trong trận chiến ngoài khơi Endau; ngư lôi của nó đã giúp vào việc đánh chìm Thanet.
Sau đó Asagiri nằm trong thành phần hộ tống cho các tàu tuần dương hạng nặng Suzuya, Kumano, Mogami và Mikuma để hỗ trợ cho các hoạt động đổ bộ lên Banka-Palembang và quần đảo Anambas. Vào cuối tháng 2, Asagiri hỗ trợ cho các hoạt động quét mìn chung quanh Singapore và Johore.
Trong tháng 3, Asagiri tham gia vào lực lượng chiếm đóng phía Bắc Sumatra vào ngày 12 tháng 3 và chiếm đóng quần đảo Andaman vào ngày 23 tháng 3. Trong cuộc không kích Ấn Độ Dương, cùng với các tàu tuần dương Chōkai và Yura cùng tàu sân bay Ryūjō, Asagiri được ghi nhận đã tham gia đánh chìm sáu tàu buôn. Từ ngày 13 đến ngày 22 tháng 4, nó đi ngang qua Singapore và vịnh Cam Ranh quay trở về Xưởng hải quân Kure để bảo trì.
Trong thời gian diễn ra trận Midway, Asagiri tham gia lực lượng chiếm đóng quần đảo Aleut. Đến tháng 7 năm 1942, Asagiri lên đường từ Amami-Oshima đến quân khu bảo vệ Mako, Singapore, Sabang và Mergui nhằm chuẩn bị cho một cuộc không kích Ấn Độ Dương thứ hai. Kế hoạch này bị hủy bỏ do việc lực lượng Đồng Minh đổ bộ lên Guadalcanal, và Asagiri được gửi đến Truk, và đến nơi vào cuối tháng 8.
Sau trận chiến Đông Solomon vào ngày 24 tháng 8, Asagiri nhận lên tàu binh lính từ các tàu vận tải đang khi ngoài biển, và hướng đến Guadalcanal. Trong hoạt động này, nó trúng phải một quả bom ném từ một máy bay ném bom bổ nhào SBD Dauntless của Thủy quân Lục chiến Mỹ cất cánh từ sân bay Henderson tại Guadalcanal. Quả bom đánh trúng ống phóng ngư lôi của nó đã gây ra một vụ nổ làm thiệt mạng 122 người, bao gồm 60 binh lính vận chuyển. Asagiri bị chìm gần đảo Santa Isabel, cách 110 km (60 hải lý) về phía Đông Bắc đảo Savo, ở tọa độ 08°0′N 160°10′Đ / 8°N 160,167°Đ.
Vào ngày 1 tháng 10 năm 1942, Asagiri được rút khỏi danh sách Đăng bạ Hải quân.

## Danh sách thuyền trưởng
- Trung tá Shichiro Ikeda (sĩ quan trang bị trưởng): 1 tháng 3 năm 1930 - 30 tháng 6 năm 1930
- Trung tá Shichiro Ikeda: 30 tháng 6 năm 1930 - 1 tháng 12 năm 1931
- Trung tá Yoshisuke Yasutomi: 1 tháng 12 năm 1931 - 1 tháng 12 năm 1932
- Trung tá Tadanori Nanba: 1 tháng 12 năm 1932 - 15 tháng 11 năm 1933
- Trung tá Tei Monzen: 15 tháng 11 năm 1933 - 10 tháng 3 năm 1934
- Trung tá Masatomi Kimura: 10 tháng 3 năm 1934 - 15 tháng 11 năm 1935
- Trung tá Masao Tachibana: 15 tháng 11 năm 1935 - 1 tháng 12 năm 1936
- Trung tá Hiroshi Matsubara: 1 tháng 12 năm 1936 - 1 tháng 12 năm 1937
- Trung tá Toshio Abe: 1 tháng 12 năm 1937 - 15 tháng 12 năm 1938
- Trung tá Yoshio Inoue: 15 tháng 12 năm 1938 - 1 tháng 11 năm 1939
- Thiếu tá Tamaki Ugaki: 1 tháng 11 năm 1939 - 10 tháng 9 năm 1941
- Thiếu tá Yasuo Arai: 10 tháng 9 năm 1941 - 10 tháng 11 năm 1941
- Thiếu tá Nisaburou Maekawa: 10 tháng 11 năm 1941 - 28 tháng 8 năm 1942